# Манн Тауншип (округ Бедфорд, Пенсільванія)
Манн Тауншип (англ. Mann Township) — селище (англ. township) в США, в окрузі Бедфорд штату Пенсільванія. Населення — 507 осіб (2020).

## Демографія
Згідно з переписом 2010 року, у селищі мешкало 500 осіб у 224 домогосподарствах у складі 148 родин. Було 361 помешкання
Расовий склад населення:
| - 99,0 % — білих - 0,6 % — корінних американців |

До двох чи більше рас належало 0,4 %. Частка іспаномовних становила 0,0 % від усіх жителів.
За віковим діапазоном населення розподілялося таким чином: 18,8 % — особи молодші 18 років, 57,6 % — особи у віці 18—64 років, 23,6 % — особи у віці 65 років та старші. Медіана віку мешканця становила 49,0 року. На 100 осіб жіночої статі у селищі припадало 107,5 чоловіків;  на 100 жінок у віці від 18 років та старших — 102,0 чоловіків також старших 18 років.
Середній дохід на одне домашнє господарство  становив 47 299 доларів США (медіана — 29 904), а середній дохід на одну сім'ю — 57 548 доларів (медіана — 51 250). Медіана доходів становила 38 750 доларів для чоловіків та 29 167 доларів для жінок. За межею бідності перебувало 16,4 % осіб, у тому числі 20,3 % дітей у віці до 18 років та 14,7 % осіб у віці 65 років та старших.
Цивільне працевлаштоване населення становило 210 осіб. Основні галузі зайнятості: будівництво — 14,8 %, мистецтво, розваги та відпочинок — 14,3 %, виробництво — 13,8 %.